# Emilio Zapico
Emilio Rodríguez Zapico (León, 27 mei 1944 - Huete, 6 augustus 1996) was een autocoureur uit Spanje.
Zapico was vooral actief in touringcar-races toen hij in 1976 met hulp van lokale sponsoren een jaar oude Williams kocht om deel te nemen aan de Spaanse Grand Prix. Het werd geen succes, want Zapico kwalificeerde zich niet op het circuit van Jarama. De oude Williams werd hierna overgenomen door Brian McGuire die hem een jaar later nog eens inzette bij een Formule 1-race.
Hierna reed Zapico nog incidenteel in touringcar-races. Hij kwam in 1996 bij een vliegtuigongeluk om het leven.